# Richard Šmehlík
Richard Šmehlík (né le 23 janvier 1970 à Ostrava en Tchécoslovaquie aujourd'hui ville de République tchèque) est un ancien joueur professionnel de hockey sur glace.

## Carrière en club
Il est choisi lors du repêchage d'entrée dans la Ligue nationale de hockey par les Sabres de Buffalo lors de la cinquième ronde (97e choix) mais choisi de ne pas rejoindre l'Amérique du Nord.
Il commence sa carrière professionnelle 1988 dans le championnat de Tchécoslovaquie de hockey avec le HC Vítkovice avec qui il joue deux saisons avant de rejoindre le HC Dukla Jihlava. Pour la saison 1991-1992, il retourne jouer une saison avec le HC Vítkovice.
Au début de la saison 1992-1993, il rejoint l'Amérique du Nord et les Sabres de la LNH avec qui il remporte le titre de meilleure recrue des Sabres. Entre 1992 et 2002, il joue pour les Sabres avec seulement un retour dans son pays pour les premiers mois de la saison écourtée de la LNH avec le HC Vítkovice qui fait alors partie de la nouvelle Extraliga tchèque formée à la suite de la partition de la Tchécoslovaquie. Il manque l'intégralité de la saison 1995-1996 en raison d'une blessure.
En 2002, il s'engage au début de la saison pour les Thrashers d'Atlanta en tant qu'agent libre. Il finit la saison avec les Devils du New Jersey, échangé le dernier jour possible des échanges en retour d'un choix de repêchage. Finalement, l'échange se révèle gagnant pour Šmehlík et les Devils qui remportent la Coupe Stanley. À la suite de cette saison, il décide de mettre fin à sa carrière.

## Statistiques
Pour les significations des abréviations, voir Statistiques du hockey sur glace.
| Saison     | Équipe               | Ligue      |     | Saison régulière | Saison régulière | Saison régulière | Saison régulière | Saison régulière |   | Séries éliminatoires | Séries éliminatoires | Séries éliminatoires | Séries éliminatoires | Séries éliminatoires |
| Saison     | Équipe               | Ligue      | PJ  | B                | A                | Pts              | Pun              | PJ               | B | A                    | Pts                  | Pun                  |                      |                      |
| 1988-1989  | HC Vítkovice         | Extraliga  | 38  | 2                | 5                | 7                | 12               |                  |   |                      |                      |                      |                      |                      |
| 1989-1990  | HC Vítkovice         | Extraliga  | 51  | 5                | 4                | 9                |                  |                  |   |                      |                      |                      |                      |                      |
| 1990-1991  | HC Dukla Jihlava     | Extraliga  | 58  | 4                | 3                | 7                | 22               |                  |   |                      |                      |                      |                      |                      |
| 1991-1992  | HC Vítkovice         | Extraliga  | 35  | 8                | 5                | 13               |                  | 12               | 1 | 3                    | 4                    |                      |                      |                      |
| 1992-1993  | Sabres de Buffalo    | LNH        | 80  | 4                | 27               | 31               | 59               | 8                | 0 | 4                    | 4                    | 2                    |                      |                      |
| 1993-1994  | Sabres de Buffalo    | LNH        | 84  | 14               | 27               | 41               | 69               | 7                | 0 | 2                    | 2                    | 10                   |                      |                      |
| 1994-1995  | HC Vítkovice         | Extraliga  | 13  | 5                | 2                | 7                | 12               |                  |   |                      |                      |                      |                      |                      |
| 1994-1995  | Sabres de Buffalo    | LNH        | 39  | 4                | 7                | 11               | 46               | 5                | 0 | 0                    | 0                    | 2                    |                      |                      |
| 1995-1996  | Sabres de Buffalo    | LNH        | 0   | 0                | 0                | 0                | 0                |                  |   |                      |                      |                      |                      |                      |
| 1996-1997  | Sabres de Buffalo    | LNH        | 62  | 11               | 19               | 30               | 43               | 12               | 0 | 2                    | 2                    | 4                    |                      |                      |
| 1997-1998  | Sabres de Buffalo    | LNH        | 72  | 3                | 17               | 20               | 62               | 15               | 0 | 2                    | 2                    | 6                    |                      |                      |
| 1998-1999  | Sabres de Buffalo    | LNH        | 72  | 3                | 11               | 14               | 44               | 21               | 0 | 3                    | 3                    | 10                   |                      |                      |
| 1999-2000  | Sabres de Buffalo    | LNH        | 64  | 2                | 9                | 11               | 50               | 5                | 1 | 0                    | 1                    | 0                    |                      |                      |
| 2000-2001  | Sabres de Buffalo    | LNH        | 56  | 3                | 12               | 15               | 4                | 10               | 0 | 1                    | 1                    | 4                    |                      |                      |
| 2001-2002  | Sabres de Buffalo    | LNH        | 60  | 3                | 6                | 9                | 22               |                  |   |                      |                      |                      |                      |                      |
| 2002-2003  | Thrashers d'Atlanta  | LNH        | 43  | 2                | 9                | 11               | 16               |                  |   |                      |                      |                      |                      |                      |
| 2002-2003  | Devils du New Jersey | LNH        | 12  | 0                | 2                | 2                | 0                | 5                | 0 | 0                    | 0                    | 2                    |                      |                      |
| Totaux LNH | Totaux LNH           | Totaux LNH | 839 | 73               | 165              | 238              | 461              | 100              | 2 | 17                   | 19                   | 40                   |                      |                      |

## Carrière internationale

### Palmarès
Il représente la Tchécoslovaquie lors des compétitions internationales suivantes :
Championnat du monde junior
- 1990 -  Médaille de bronze

Championnat du monde
- 1991 - 6e place
- 1992 -  Médaille de bronze

Jeux olympiques d'hiver
- 1992 -  Médaille de bronze

À la suite de la partition de la Tchécoslovaquie en 1993, il représente par la suite la République tchèque lors des tournois olympiques de 1998 et 2002. En 1998, l'équipe remporte la médaille d'or alors qu'en 2002, elle est éliminée en quart de finale.

### Statistiques en équipe nationale
| Année  | Équipe             | Compétition |    | PJ | B | A | Pts | Pun |
| 1990   | Tchécoslovaquie    | CM Jr.      | 7  | 0  | 1 | 1 | 4   |     |
| 1991   | Tchécoslovaquie    | CM          | 8  | 1  | 2 | 3 | 8   |     |
| 1992   | Tchécoslovaquie    | JO          | 8  | 0  | 1 | 1 | 2   |     |
| 1992   | Tchécoslovaquie    | CM          | 8  | 0  | 0 | 0 | 4   |     |
| 1998   | République tchèque | JO          | 6  | 0  | 1 | 1 | 4   |     |
| 2002   | République tchèque | JO          | 4  | 0  | 0 | 0 | 4   |     |
| Totaux | Totaux             | Totaux      | 41 | 1  | 5 | 6 | 26  |     |